# Anti-dribble
Le système anti-dribble (embrayage a glissement limité) est un système d'embrayage installé sur certaines motos afin de limiter les effets négatifs du frein moteur lors de rétrogradages violents par exemple.
Son rôle est de se désaccoupler partiellement lorsque la roue arrière cherche à faire tourner le moteur plus vite qu’il ne devrait. Il réduit donc les risques de blocage de la roue arrière et donc de pertes d'adhérence.
Développé à l'origine sur les machines de compétition, ce système est aujourd'hui monté sur de nombreuses machines de série.